# Nicolas Bergeron
Nicolas Bergeron (19 de dezembro de 1975 – 15 de fevereiro de 2024) foi um matemático francês.

## Vida
Bergeron estudou de 1994 ba 1998 na École normale supérieure de Lyon, onde obteve um doutorado em 2000 orientado por Jean-Pierre Otal, com a tese Cycles géodésiques dans les variétés hyperboliques. Em 2006 foi professor da Universidade Pierre e Marie Curie

## Morte
Bergeron morreu no dia 15 de fevereiro de 2024, aos 48 anos.

## Publicações

### Livros
- Les spectres des surfaces hyperboliques, EDP Sciences 2011
- Propriétés de Lefschetz automorphes pour les groupes unitaires et orthogonaux, Mémoires de la SMF 106 (2006).
- com Laurent Clozel: Spectre automorphe des variétés hyperboliques et applications topologique, Société mathématique de France, 2005
- com Pierre Charollois, Luis Garcia : Cocycles de groupe pour Gln et arrangements d'hyperplans, AMS-CRM, « CRM Monographs »  2023

### Artigos selecionados
- com Daniel Wise: A Boundary Criterion for Cubulation, American Journal of Mathematics, Volume 134, 2012, p. 843–885
- com Laurent Clozel: Quelques conséquences des travaux d’Arthur pour le spectre et la topologie des variétés hyperboliques, Inventiones Mathematicae, Junho 2013, Volume 192, Issue 3, p. 505-532
- com John Millson und Colette Moeglin: The Hodge conjecture and arithmetic quotients of complex balls, Acta Math. 216 (2016), no. 1, 1–125.
- Torsion homology growth in arithmetic groups, in the proceedings of 7ECM
- com Zhiyuan Li, Millson und Moeglin: The Noether-Lefschetz conjecture and generalizations, Inventiones Mathematicae 208 (2017)
- com Miklós Abért, Ian Biringer, Tsachik Gelander, Nikolay Nikolov, Jean Raimbault, Iddo Samet: On the growth of L²-invariants for sequences of lattices in Lie groups, Annals of Mathematics, Volume 185 (2017), Issue 3, p. 711–790
- com Pierre Charollois, Luis Garcia : Elliptic units for complex cubic fields, Arxiv 2023